# 許誾
許誾（1421年—？），字和仲，浙江嚴州府淳安縣人，民籍，明朝政治人物。進士出身。

## 生平
浙江鄉試第五十六名。景泰五年（1454年）甲戌科會試第三百二十六名，殿試登進士第二甲第五十一名。

## 家族
曾祖許仲文。祖父許士蕃。父亲許永効。